# Maungdaw
Maungdaw (birman : မောင်တောမြို့ ; MLCTS : maung:tau mrui, prononcé [máʊɰ̃dɔ́ mjo̰] ; bengali : মংডু ; romanisé (en) : Moṅḍu) est une ville de l'État de Rakhine, à l'ouest de la Birmanie. C'est le siège administratif du canton de Maungdaw et du district de Maungdaw. Frontalière du Bangladesh, Maungdaw abrite l'un des deux postes frontaliers commerciaux officiels avec le Bangladesh.
Maungdaw se trouve à 26 km à l'ouest de Buthidaung (en). Les deux villes sont séparées par les montagnes Mayu et reliées par deux tunnels construits en 1918. Le district autour de Maungdaw abrite une importante population rohingya.

## Histoire

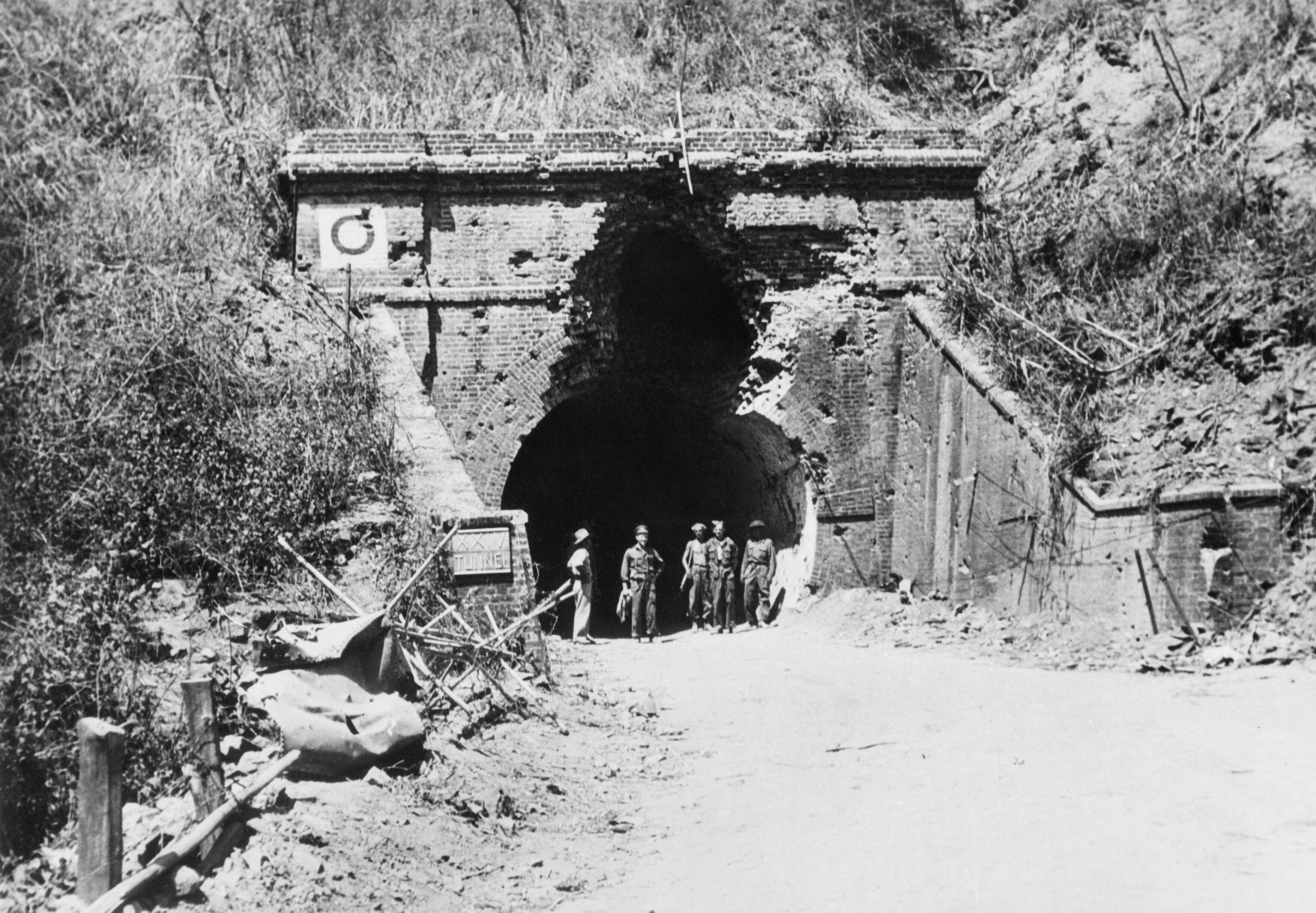
Les troupes britanniques se tiennent à l'entrée de la route Maungdaw-Buthidaung capturée par le 15ème Corps allié en janvier 1944.

En août 2024, les civils qui tentent de fuir la ville pour fuir les violences liées à la guerre civile en Birmanie sont attaqués par un drone,. Les victimes sont principalement des rohingyas, et le nombre de morts par la frappe pourrait s'élever à plus de 150 ou 200, avec peut-être 300 blessés supplémentaires. Un certain nombre d'activistes rohingyas locaux accusent l'Armée d'Arakan d'être responsable de la frappe, ce que le groupe nie et impute au gouvernement.
Le 8 décembre 2024, l'Armée d'Arakan prend le contrôle total de Maungdaw et de la frontière entre le Bangladesh et la Birmanie après avoir capturé le bataillon de forces de garde-frontières n°5, le dernier bastion de la junte dans le canton de Maungdaw.

## Démographie
La majorité de la population, environ 80 %, est composée de rohingyas, tandis que le reste de la population est composé d'autres groupes ethniques, notamment les arakanais, les bamars, les daingnets (en) et les mros (en).

## Éducation
En 2016, on compte huit lycées, dix collèges, seize écoles post-primaires et 125 écoles primaires.

## Économie
Le poste frontalier officiel avec la ville bangladaise de Teknaf ouvre ses portes le 5 septembre 1995. En 2022, le volume total des échanges au poste frontière s'élève à 15,519 millions de dollars américains.